# مسابقات قهرمانی بسکتبال آسیا ۱۹۸۱
مسابقات قهرمانی بسکتبال آسیا ۱۹۸۱ یازدهمین دورهٔ قهرمانی آسیا برای مردان می‌باشد که از ۱۲ تا ۲۰ نوامبر در کلکته، هند برگزار گردید.

## دور مقدماتی

### گروه A
| تیم     | بازی | برد | باخت | امتیاز برده | امتیاز باخته | تفاضل | امتیازات |
| ------- | ---- | --- | ---- | ----------- | ------------ | ----- | -------- |
| چین     | ۳    | ۳   | ۰    | ۳۷۰         | ۱۹۱          | ۱۷۹+  | ۶        |
| مالزی   | ۳    | ۲   | ۱    | ۲۲۹         | ۲۴۵          | ۱۶−   | ۵        |
| ایران   | ۳    | ۱   | ۲    | ۲۱۲         | ۲۶۸          | ۵۶−   | ۴        |
| پاکستان | ۳    | ۰   | ۳    | ۲۰۲         | ۳۰۹          | ۱۰۷−  | ۳        |

| ۱۲ نوامبر |

|  |

| چین                               | ۱۱۶–۷۰ | ایران |
| امتیاز بر پایه نیمه: ۶۰–۳۷, ۵۶–۳۳ |        |       |

| ۱۲ نوامبر |

|  |

| پاکستان                           | ۶۲–۹۶ | مالزی |
| امتیاز بر پایه نیمه: ۳۴–۴۳, ۲۸–۵۳ |       |       |

| ۱۳ نوامبر |

|  |

| ایران                             | ۸۵–۸۲ | پاکستان |
| امتیاز بر پایه نیمه: ۴۰–۴۵, ۴۵–۳۷ |       |         |

| ۱۳ نوامبر |

|  |

| مالزی                             | ۶۳–۱۲۶ | چین |
| امتیاز بر پایه نیمه: ۳۴–۵۵, ۲۹–۷۱ |        |     |

| ۱۴ نوامبر |

|  |

| چین                               | ۱۲۸–۵۸ | پاکستان |
| امتیاز بر پایه نیمه: ۶۰–۳۰, ۶۸–۲۸ |        |         |

| ۱۴ نوامبر |

|  |

| ایران                             | ۵۷–۷۰ | مالزی |
| امتیاز بر پایه نیمه: ۲۹–۴۱, ۲۸–۲۹ |       |       |

### گروه B
| تیم      | بازی | برد | باخت | امتیاز برده | امتیاز باخته | تفاضل | امتیازات |
| -------- | ---- | --- | ---- | ----------- | ------------ | ----- | -------- |
| ژاپن     | ۳    | ۳   | ۰    | ۳۱۸         | ۱۷۰          | ۱۴۸+  | ۶        |
| هند      | ۳    | ۲   | ۱    | ۲۵۲         | ۱۷۶          | ۷۶+   | ۵        |
| هنگ کنگ  | ۳    | ۱   | ۲    | ۱۹۶         | ۲۴۳          | ۴۷−   | ۴        |
| سری‌لانکا | ۳    | ۰   | ۳    | ۱۵۲         | ۳۲۹          | ۱۷۷−  | ۳        |

| ۱۲ نوامبر |

|  |

| هند                               | ۱۰ ۲–۳۷ | سری‌لانکا |
| امتیاز بر پایه نیمه: ۵۹–۱۶, ۴۳–۲۱ |         |          |

| ۱۲ نوامبر |

|  |

| ژاپن                              | ۱۰ ۴–۴۴ | هنگ کنگ |
| امتیاز بر پایه نیمه: ۴۵–۳۰, ۵۹–۱۴ |         |         |

| ۱۳ نوامبر |

|  |

| سری‌لانکا                          | ۵۱–۱۲۶ | ژاپن |
| امتیاز بر پایه نیمه: ۲۳–۷۰, ۲۸–۵۶ |        |      |

| ۱۳ نوامبر |

|  |

| هنگ کنگ                           | ۵۱–۷۵ | هند |
| امتیاز بر پایه نیمه: ۲۰–۳۹, ۳۱–۳۶ |       |     |

| ۱۴ نوامبر |

|  |

| هند                               | ۷۵–۸۸ | ژاپن |
| امتیاز بر پایه نیمه: ۴۲–۴۵, ۳۳–۴۳ |       |      |

| ۱۴ نوامبر |

|  |

| سری‌لانکا                          | ۶۴–۱۰ ۱ | هنگ کنگ |
| امتیاز بر پایه نیمه: ۲۸–۴۰, ۳۶–۶۱ |         |         |

### گروه C
| تیم       | بازی | برد | باخت | امتیاز برده | امتیاز باخته | تفاضل | امتیازات |
| --------- | ---- | --- | ---- | ----------- | ------------ | ----- | -------- |
| کرهٔ جنوبی | ۳    | ۳   | ۰    | ۳۲۶         | ۲۰۹          | +۱۱۷  | ۶        |
| فیلیپین   | ۳    | ۲   | ۱    | ۲۳۵         | ۲۰۱          | ۳۴+   | ۵        |
| تایلند    | ۳    | ۱   | ۲    | ۲۱۴         | ۲۶۱          | ۴۷−   | ۴        |
| سنگاپور   | ۳    | ۰   | ۳    | ۱۶۲         | ۲۶۶          | ۱۰۴−  | ۳        |

| ۱۲ نوامبر |

|  |

| کرهٔ جنوبی                         | ۱۰ ۹–۶۲ | سنگاپور |
| امتیاز بر پایه نیمه: ۵۵–۳۲, ۵۴–۳۰ |         |         |

| ۱۲ نوامبر |

|  |

| فیلیپین                           | ۸۱–۶۴ | تایلند |
| امتیاز بر پایه نیمه: ۳۹–۳۸, ۴۲–۲۶ |       |        |

| ۱۳ نوامبر |

|  |

| تایلند                            | ۸۵–۱۲۷ | کرهٔ جنوبی |
| امتیاز بر پایه نیمه: ۴۲–۵۸, ۴۳–۶۹ |        |           |

| ۱۳ نوامبر |

|  |

| سنگاپور                           | ۴۷–۹۲ | فیلیپین |
| امتیاز بر پایه نیمه: ۲۰–۴۷, ۲۷–۴۵ |       |         |

| ۱۴ نوامبر |

|  |

| تایلند                            | ۶۵–۵۳ | سنگاپور |
| امتیاز بر پایه نیمه: ۳۸–۲۹, ۲۷–۲۴ |       |         |

| ۱۴ نوامبر |

|  |

| کرهٔ جنوبی                         | ۹۰–۶۲ | فیلیپین |
| امتیاز بر پایه نیمه: ۳۶–۳۱, ۵۴–۳۱ |       |         |

## دور نهایی
- نتایج و امتیازات به دست آمده در مسابقات تیم‌هایی که پیشتر در دور مقدماتی با هم رقابت کرده بودند، در دور نهایی نیز در نظر گرفته و محاسبه شد.

### رده‌بندی هفتم تا دوازدهم
| تیم      | بازی | برد | باخت | امتیاز برده | امتیاز باخته | تفاضل | امتیازات | تساوی‌شکنی |
| -------- | ---- | --- | ---- | ----------- | ------------ | ----- | -------- | --------- |
| تایلند   | ۵    | ۵   | ۰    | ۴۱۸         | ۳۴۶          | ۷۲+   | ۱۰       |           |
| ایران    | ۵    | ۳   | ۲    | ۴۴۱         | ۳۸۰          | ۶۱+   | ۸        | ۱–۰       |
| پاکستان  | ۵    | ۳   | ۲    | ۴۰۱         | ۳۵۷          | ۴۴+   | ۸        | ۰–۱       |
| هنگ کنگ  | ۵    | ۲   | ۳    | ۴۱۱         | ۴۲۱          | ۱۰−   | ۷        | ۱–۰       |
| سنگاپور  | ۵    | ۲   | ۳    | ۳۵۳         | ۳۶۲          | ۹−    | ۷        | ۰–۱       |
| سری‌لانکا | ۵    | ۰   | ۵    | ۳۱۶         | ۴۷۴          | ۱۵۸−  | ۵        |           |

| ۱۶ نوامبر |

|  |

| پاکستان                           | ۹۱–۵۳ | سری‌لانکا |
| امتیاز بر پایه نیمه: ۵۱–۲۰, ۴۰–۳۳ |       |          |

| ۱۶ نوامبر |

|  |

| ایران                                            | ۸۴–۸۷ (OT) | تایلند |
| امتیاز بر پایه نیمه: ۳۸–۳۷, ۴۱–۴۲ وقت اضافه: ۵–۸ |            |        |

| ۱۶ نوامبر |

|  |

| هنگ کنگ                           | ۷۳–۶۹ | سنگاپور |
| امتیاز بر پایه نیمه: ۳۶–۴۰, ۳۷–۲۹ |       |         |

| ۱۷ نوامبر |

|  |

| پاکستان                           | ۵۹–۶۶ | تایلند |
| امتیاز بر پایه نیمه: ۲۸–۲۴, ۳۱–۴۲ |       |        |

| ۱۷ نوامبر |

|  |

| سری‌لانکا                          | ۶۸–۸۵ | سنگاپور |
| امتیاز بر پایه نیمه: ۲۹–۳۸, ۳۹–۴۷ |       |         |

| ۱۷ نوامبر |

|  |

| ایران                             | ۱۱۴–۱۰ ۱ | هنگ کنگ |
| امتیاز بر پایه نیمه: ۵۷–۵۰, ۵۷–۵۱ |          |         |

| ۱۸ نوامبر |

|  |

| تایلند                            | ۱۰ ۲–۸۹ | سری‌لانکا |
| امتیاز بر پایه نیمه: ۵۵–۴۳, ۴۷–۴۶ |         |          |

| ۱۸ نوامبر |

|  |

| هنگ کنگ                           | ۷۵–۷۶ | پاکستان |
| امتیاز بر پایه نیمه: ۴۱–۳۴, ۳۴–۴۲ |       |         |

| ۱۸ نوامبر |

|  |

| سنگاپور                           | ۶۸–۶۳ | ایران |
| امتیاز بر پایه نیمه: ۳۲–۳۰, ۳۶–۳۳ |       |       |

| ۱۹ نوامبر |

|  |

| ایران                             | ۹۵–۴۲ | سری‌لانکا |
| امتیاز بر پایه نیمه: ۴۶–۱۹, ۴۹–۲۳ |       |          |

| ۱۹ نوامبر |

|  |

| هنگ کنگ                           | ۶۱–۹۸ | تایلند |
| امتیاز بر پایه نیمه: ۳۱–۵۴, ۳۰–۴۴ |       |        |

| ۱۹ نوامبر |

|  |

| پاکستان                           | ۹۳–۷۸ | سنگاپور |
| امتیاز بر پایه نیمه: ۴۴–۴۶, ۴۹–۳۲ |       |         |

### قهرمانی
| تیم       | بازی | برد | باخت | امتیاز برده | امتیاز باخته | تفاضل | امتیازات |
| --------- | ---- | --- | ---- | ----------- | ------------ | ----- | -------- |
| چین       | ۵    | ۵   | ۰    | ۴۸۲         | ۳۰۸          | ۱۷۴+  | ۱۰       |
| کرهٔ جنوبی | ۵    | ۴   | ۱    | ۴۶۶         | ۳۹۳          | ۷۳+   | ۹        |
| ژاپن      | ۵    | ۳   | ۲    | ۴۰۵         | ۳۷۵          | ۳۰+   | ۸        |
| فیلیپین   | ۵    | ۲   | ۳    | ۳۷۰         | ۴۲۱          | ۵۱–   | ۷        |
| هند       | ۵    | ۱   | ۴    | ۳۴۴         | ۴۲۳          | ۷۹–   | ۶        |
| مالزی     | ۵    | ۰   | ۵    | ۳۲۸         | ۴۷۵          | ۱۴۷–  | ۵        |

| ۱۶ نوامبر |

|  |

| مالزی                             | ۵۴–۷۰ | هند |
| امتیاز بر پایه نیمه: ۱۹–۳۲, ۳۵–۳۸ |       |     |

| ۱۶ نوامبر |

|  |

| چین                               | ۹۷–۶۶ | فیلیپین |
| امتیاز بر پایه نیمه: ۵۲–۴۶, ۴۵–۲۰ |       |         |

| ۱۶ نوامبر |

|  |

| ژاپن                              | ۷۱–۹۱ | کرهٔ جنوبی |
| امتیاز بر پایه نیمه: ۳۴–۴۴, ۳۷–۴۷ |       |           |

| ۱۷ نوامبر |

|  |

| فیلیپین                           | ۸۲–۷۰ | مالزی |
| امتیاز بر پایه نیمه: ۴۷–۴۰, ۳۵–۳۰ |       |       |

| ۱۷ نوامبر |

|  |

| کرهٔ جنوبی                          | ۱۱۱–۷۹ | هند |
| امتیاز بر پایه نیمه: ۶۱–۴۲, ۵۰ –۳۷ |        |     |

| ۱۷ نوامبر |

|  |

| چین                               | ۷۱–۶۰ | ژاپن |
| امتیاز بر پایه نیمه: ۳۲–۲۰, ۳۹–۴۰ |       |      |

| ۱۸ نوامبر |

|  |

| مالزی                             | ۸۵–۱۱۰ | کرهٔ جنوبی |
| امتیاز بر پایه نیمه: ۳۷–۷۲, ۴۸–۳۸ |        |           |

| ۱۸ نوامبر |

|  |

| ژاپن                              | ۹۹–۸۲ | فیلیپین |
| امتیاز بر پایه نیمه: ۵۱–۳۸, ۴۸–۴۴ |       |         |

| ۱۸ نوامبر |

|  |

| هند                                | ۵۵–۹۲ | چین |
| امتیاز بر پایه نیمه: ۲۵–۵۲, ۳۰ –۴۰ |       |     |

| ۱۹ نوامبر |

|  |

| مالزی                             | ۵۶–۸۷ | ژاپن |
| امتیاز بر پایه نیمه: ۲۳–۴۳, ۳۳–۴۴ |       |      |

| ۲۰ نوامبر |

|  |

| فیلیپین                           | ۷۸–۶۵ | هند |
| امتیاز بر پایه نیمه: ۴۰–۳۴, ۳۸–۳۱ |       |     |

| ۲۰ نوامبر |

|  |

| چین                               | ۹۶–۶۴ | کرهٔ جنوبی |
| امتیاز بر پایه نیمه: ۴۳–۲۶, ۵۳–۳۸ |       |           |

## جدول نهایی
| رتبه | تیم       | رکورد |
| ---- | --------- | ----- |
| 1    | چین       | ۷–۰   |
| 2    | کرهٔ جنوبی | ۶–۱   |
| 3    | ژاپن      | ۵–۲   |
| ۴    | فیلیپین   | ۴–۳   |
| ۵    | هند       | ۳–۴   |
| ۶    | مالزی     | ۲–۵   |
| ۷    | تایلند    | ۵–۲   |
| ۸    | ایران     | ۳–۴   |
| ۹    | پاکستان   | ۳–۴   |
| ۱۰   | هنگ کنگ   | ۲–۵   |
| ۱۱   | سنگاپور   | ۲–۵   |
| ۱۲   | سری‌لانکا  | ۰–۷   |

## جوایز
| قهرمان آسیا ۱۹۸۱      |
| --------------------- |
| · چین · چهارمین عنوان |